# قلعه عالی (شش پیر)
قلعه عالی روستایی از توابع بخش همایجان شهرستان سپیدان در استان فارس ایران است.

## جمعیت
این روستا در هماشهر قرار دارد و براساس سرشماری مرکز آمار ایران در سال ۱۳۸۵، جمعیت آن ۵۸ نفر ۱۵خانوار بوده‌است.جمعیت روستا در سرشماری سال ۱۳۹۵حدود ۷۴نفر و ۱۷خانوار بوده است و در سال ۱۴۰۲ تعداد خانوار ۱۸ و جمعیت ۸۰ نفر میباشد.